# Beckwourth
Beckwourth és una concentració de població designada pel cens dels Estats Units a l'estat de Califòrnia. Segons el cens del 2000 tenia 342 habitants.

## Demografia
Segons el cens del 2000, Beckwourth tenia 342 habitants, 147 habitatges, i 108 famílies. La densitat de població era d'11,3 habitants per km².
Dels 147 habitatges en un 23,8% hi vivien nens de menys de 18 anys, en un 66% hi vivien parelles casades, en un 5,4% dones solteres, i en un 25,9% no eren unitats familiars. En el 19,7% dels habitatges hi vivien persones soles el 10,9% de les quals corresponia a persones de 65 anys o més que vivien soles. El nombre mitjà de persones vivint en cada habitatge era de 2,33 i el nombre mitjà de persones que vivien en cada família era de 2,67.
Per edats la població es repartia de la següent manera: un 19% tenia menys de 18 anys, un 3,5% entre 18 i 24, un 21,3% entre 25 i 44, un 33,6% de 45 a 60 i un 22,5% 65 anys o més.
L'edat mediana era de 48 anys. Per cada 100 dones de 18 o més anys hi havia 100,7 homes.
La renda mediana per habitatge era de 47.813 $ i la renda mediana per família de 52.031 $. Els homes tenien una renda mediana de 49.219 $ mentre que les dones 31.250 $. La renda per capita de la població era de 16.928 $. Cap de les famílies i el 2,8% de la població estaven per davall del llindar de pobresa.

## Poblacions més properes
El següent diagrama mostra les poblacions més properes.